# Einstakafjall (berg i Island, Norðurland eystra)
Einstakafjall är ett berg i republiken Island. Det ligger i regionen Norðurland eystra, 250 km nordost om huvudstaden Reykjavík. Toppen på Einstakafjall är 1 001 meter över havet.
Runt Einstakafjall är det mycket glesbefolkat, med 3 invånare per kvadratkilometer. Närmaste större samhälle är Dalvík, nära Einstakafjall. Trakten runt Einstakafjall består i huvudsak av gräsmarker.